# 原田年晴
原田 年晴（はらだ としはる、1959年〈昭和34年〉9月5日 - ）は、ラジオ大阪 (OBC) のアナウンサー。身長176cm。

## 来歴・人物

### 来歴
大阪府大阪市生野区生まれの城東区育ち。大阪市立放出中学校、上宮高等学校卒業後、京都産業大学に進学。中学・高校時代は生徒会で活動した。高校2年時に文化祭で司会を務めたことを機に、アナウンサーを目指したという。
1983年、ラジオ大阪に入社。同期には、プロ野球実況で活躍する中井雅之がいる。原田自身も入社1年目にスポーツアナウンサーとして活動していたほか、入社後2年間は定時ニュースのシフト勤務に就いていたが、その後は平日の生ワイド番組を中心にパーソナリティを担当。
ラジオ大阪が1966年から毎年主催している上方漫才大賞の授賞式では、司会陣の1人として2005年から2019年まで関西テレビとの同時生中継に登場した。ラジオ大阪を代表して、他の在阪ラジオ局のイベントや、他局と共催するキャンペーンにもたびたび参加している。
2005年4月から2019年9月まで、14年半にわたって、平日午後の生ワイド番組『ほんまもん!原田年晴です』のパーソナリティを担当した。一方で、放送期間中の2018年4月に、悪性リンパ腫の治療のため入院。退院後に一時復帰したが、同年11月までは休演していた。同年12月3日から月・木曜日のみ、同月25日の放送から全曜日の出演を再開。
『ほんまもん!原田年晴です』放送最終月の2019年9月5日に60歳の誕生日を迎えたが、ラジオ大阪を定年で退職した同月30日からは、事実上の後継番組『原田年晴・髙岡美樹のHit&Hit!』でパーソナリティを担当。2019年10月1日以降も、再雇用扱い（嘱託契約）で同局への勤務を続けている（放送上の肩書は「ラジオ大阪アナウンサー」）。
2020年1月28日の『原田年晴・髙岡美樹のHit&Hit!』出演を最後に、悪性リンパ腫の治療で再び入院。3月中旬から外来での治療に切り替え、6月下旬から放送に復帰。2021年1月8日スタートの『原田年晴 かぶりつきフライデー!』から、生ワイド番組へのレギュラー出演を本格的に再開した。2024年10月で嘱託契約への移行から5年が経過したが、契約は継続している模様。

### 人物
入社後に国内旅行業務取扱主任者の資格を取得したため、旅行関連の番組・コーナーで紹介やリポートを任されることも多い。
担当番組のアシスタントであった石原詢子と水森かおりがのちに紅白歌手となったことから、レコード業界では「踏み台」と呼ばれている。また屋外イベント出演時に晴れることが多く、自身の名前にちなんで「晴れ男」を自称している。
『話の目薬ミュージックソン』『原田旅行公社です』といった、原田自ら企画した番組もある。鉄道ファンで時刻表・地図マニアである。

## 現在の担当番組
- せんねん灸プレゼンツ しあわせ演歌・石原詢子です
  - 原田が悪性リンパ腫の治療で入院中の2020年3月4日放送分以降[注釈 1]は、野村啓司（毎日放送出身のフリーアナウンサー）を原田の代役に立てた後に、石原のみ出演。7月1日放送分から復帰した。
  - 2022年に入ってからは、「ただそばにいてくれて」（石原詢子が演歌歌手として2021年5月19日に発表した楽曲）や石原のコンサートのPRを兼ねて、ネット局（文化放送・STVラジオ・東海ラジオ・KBCラジオ）が自社で制作する番組に石原と揃って出演することが相次いでいる。STVとKBCの番組には事前収録方式で2月までに登場したが、3月2日には、『くにまるジャパン　極』（文化放送が平日のランチタイム前後に編成していた生ワイド番組）12時台後半の「なるほどジャパン」にOBCスタジオからのリモート方式で出演（石原は文化放送のスタジオに登場）。
- ラジオ・チャリティー・ミュージックソン
  - ラジオ大阪が制作する関西ローカルパートの一部に出演。2010年度から通年で放送中[注釈 2]の関連番組『話の目薬　ミュージックソン』（毎週火曜日20:00 -）でもパーソナリティを務める。
- 原田年晴のええもん・ありまっせ!（毎週土曜日10:30 - 10:45）
- 原田旅行公社です
  - 単独番組としての放送をいったん終了した後も『ほんまもん原田年晴です!』内の1コーナーとして放送されていた。2020年8月15日からは不定期の単独番組として土曜日の17:00 - 17:30で放送を再開。2025年4月5日からは土曜日の18:00 - 18:30（前月まで『司馬遼太郎短篇傑作選』を放送）に移動。
- 原田年晴 かぶりつきフライデー!（後輩アナウンサー・和田麻実子とのコンビでパーソナリティを担当）
  - 2021年10月4日からは『原田年晴 かぶりつきマンデー!』のパーソナリティを兼務。
- OBCグッドアフタヌーン!和田麻実子のみみよりだんご（2023年4月 - 、「原田年晴こんなことしはる」という生中継企画のリポーターを月に1回のペースで担当）
  - 『かぶりつきマンデー!』『かぶりつきフライデー!』と同じ時間帯に編成されている和田の冠番組で、2022年4月から毎週火曜日に生放送。阪神・淡路大震災の発災（1995年）から28年目に当たる2023年1月17日放送分「防災スペシャル」での生中継リポートをきっかけに、同年4月からの番組リニューアルで生中継企画を月に1回のペースで13時台に編成することを受けて、同月25日からレギュラーで出演している。
- 椎名佐千子のなんとかなるさ♪（2024年1月4日 - 、毎週木曜日21:00 - 21:30）

## 過去の出演番組
- ハウ原田YOU[2]
- 原田年晴のラジオでおはよう!

以上は、平日の早朝に放送されていた生ワイド番組。
- とことんワイド原田年晴です
- 青芝フックのニュース大冒険
- OBCなんでもリクエスト
- OBCさんさんリクエスト
- 原田旅行公社です
- 藤本統紀子のブランチまーだ?
- 旅はときめき
- 輝け!子供たち
- 歌謡天国日本一
- むっちゃ健康
- 歌謡曲これイチバン!
- 街角ステーション 僕らのラジオ

体調不良で休んだ松本恵治（当時ナビゲーターを務めていた先輩アナウンサー）の代役として、2010年9月13日放送分に出演。同番組のADによれば、原田アナがニュースを読んだのは20数年ぶりだったという。
- 大阪国際女子マラソン中継（スポーツアナウンサーとして実況を担当）
- ほんまもん!原田年晴です
- 原田年晴・髙岡美樹のHit&Hit!

高岡美樹とのコンビで、全曜日（月 - 木曜日）のパーソナリティを務めていた。2020年1月29日放送分から休演した後に、（高岡・野村を含む）日替わりパーソナリティ制度を導入した同年4月改編で事実上降板。
- 上方漫才大賞発表会（毎年4月の土曜日に関西テレビと同時生中継）

2019年まで、ラジオ大阪を代表して司会を担当。2020年には、自身の療養と新型コロナウイルスへの感染拡大に伴う発表会・生中継の中止が重なったことから、事前に収録された進行パートに藤川貴央（同局の男性正社員では唯一のアナウンサー）が出演した。発表会の生中継を再開した2021年以降も、ラジオ大阪から藤川が出演。
- 坪井&ヤマケンの新・世直しのツボ

出演者の1人であった坪井一宇が2020年11月29日に逝去したことを受けて、同年12月27日放送分から「応援パーソナリティ」としてハイヒールモモコと交互に出演。
- 元気な運動、1!2!3!（2021年3月29日から月曜 - 金曜6:30 - 6:40）

いわゆる「ラジオ体操」のような番組。
- ほんまもんだヨ!工藤あやのです（2020年1月 - 2023年6月、毎週木曜日21:00 - 21:30）- 『ほんまもん!原田年晴です』後期（2015 - 2017年度）の水曜日でパートナーを務めた工藤あやのと再び共演
  - 2020年2月から3月12日放送分までは、入院前に収録した内容を放送していた。工藤が単独で進行していた期間（3月19日 - 6月25日放送分）を経て、7月2日放送分から復帰。
- 歌とワインのマリアージュ（2023年7月6日 - 2023年12月28日）
- 桂りょうばの落語トラベル（朝日放送ラジオ、2024年1月22日・29日）

「上方漫才大賞」の司会を長らく務めていたことや、パーソナリティの1人である河島あみると『ほんまもん!原田年晴です』で14年間共演していたことを背景にゲスト出演。
- こちら港区552（2009年10月10日 - 2010年3月27日〈第1期〉、2023年1月11日 - 2025年3月27日〈第2期〉、毎週木曜日17:30 - 17:45）
  - ラジオ大阪が1993年3月29日に本社と演奏所（スタジオ）を移転させた（大阪市）「港区」の魅力を伝える番組で、開始の当初からパーソナリティと港区内の取材を一貫して担当。番組タイトルの「552」は、大阪港郵便局の配達区域（港区全域）の郵便番号から上3桁の数字を充てている。
  - 第1期は2009年10月10日から2010年3月27日まで毎週土曜日の14:30 - 15:00に放送され、終了後はしばらく放送はなかったが移転30周年を間近に控えた2023年1月11日から、レギュラー放送を13年ぶりに再開した。再開後は、2023年6月28日までは毎週水曜日の17:30 - 17:45に放送していた。また、当初は同年3月までの放送を予定していたが、実際は4月以降も継続して放送されており、同年7月6日からは放送曜日が木曜日に変更された。